# Johann Matthäus Leffloth
Johann Matthäus Leffloth (getauft 6. Februar 1705 in Nürnberg; † 2. November 1731 ebenda) war ein deutscher Komponist, Organist und Clavichordist.

## Leben
Leffloth wuchs in einer wohlhabenden, seit mehreren Generationen musikalisch geprägten Kaufmannsfamilie auf und muss schon in früher Jugend geregelten Kompositionsunterricht erhalten haben, vermutlich durch einen der Nürnberger Organisten. 1723 wurde er Organist an St. Leonhard; kurz vor seinem Tod erhielt er das Organistenamt an St. Bartholomäus in Wöhrd. Auf Konzertreisen, die ihn durch ganz Europa führten, erwarb er sich aufgrund seines nuancenreichen Orgelspiels einen geachteten Namen und galt im 18. Jahrhundert als vortrefflicher Clavichordist. Einem Ruf als Kapellmeister nach Russland konnte er nicht mehr folgen.

## Werke
Leffloth kann mit Johan Agrell, Johann Jakob Küffner und Georg Wilhelm Gruber einer „Nürnberger Cembalokonzertschule“ zugerechnet werden, in deren Schaffen die „cantable“ polyphone Setzart allmählich in den galanten Stil mündet. Die wenigen erhaltenen Werke Leffloths wurzeln thematisch und harmonisch noch in der barocken Musiktradition Frankens und Mitteldeutschlands, lassen aber in formaler Hinsicht, besonders in der Aufnahme des Rondos, wie u. a. im Divertimento musicale (1726), einer achtsätzigen Suite für Cembalo, französischen Einfluss erkennen.
Entwicklungsgeschichtlich bedeutsam sind zwei viersätzige Concerti in D- (gedruckt 1730) und F-Dur (gedruckt 1734) für obligates Cembalo und Violine, die gleichermaßen der Frühgeschichte der Violinsonate und des Klavierkonzerts angehören. In ihrer Vermischung von Kirchensonaten- und Suitenelementen weder der Form noch der Schreibart nach Konzerte im eigentlichen Sinn, stehen sie vielfach den Triosonaten C. Ph. E. Bachs nahe; ihr Cembalopart weist indessen bereits die Mannigfaltigkeit italienischer Spielfiguren in der Prägung Scarlattis auf. Des Weiteren sind von Leffloth sechs Solosonaten (in C, e, G, d, F & a) für Violine oder Querflöte und b.c. erhalten (gedruckt 1729). Von seiner Cantate zur Raths-Wahl in Wehrd (wohl eines seiner letzten Werke) existiert nur noch der Text. Als verschollen gelten Sonata e fuga für Cembalo (um 1725), zwei Sonaten für Cembalo und Violine sowie ein Concerto in G-Dur für Cembalo, zwei Violinen und b.c.